# Flayed Disciple
A Flayed Disciple brit death/thrash metal együttes. 2008-ban alakultak Taunton-ban. Eddig egy nagylemezt és három EP-t jelentettek meg.

## Tagok
- Tim Whyte – ének
- Thurston Howe – gitár
- Jon Whitfield – gitár
- Paul Williams – basszusgitár
- Phil Tollfree – dob

## Korábbi tagok
- Rich Lewis – dob (2013–2014)
- Gar Boulton – ének (2008)
- Nathan Bartley – basszusgitár (2008–2009)

## Diszkográfia
- Drawn Viscera (EP, 2008)
- Self Titled (EP, 2010)
- Death Hammer (album, 2012)
- Flayed Disciple (EP, 2014)